# Gl 40
Gliese 40 (také GJ 40 nebo HIP 4022) je oranžový trpaslík spektrální třídy K5 V v souhvězdí Velryby. Od Slunce ji dělí zhruba 47 světelných let. Tvoří širokou dvojhvězdnou soustavu; slabší složka Gliese 40 B je pravděpodobně červený trpaslík typu M5 a na obloze ji od primární hvězdy dělí několik úhlových sekund.

## Charakteristika
Gliese 40 A má přibližně 70 % sluneční hmotnosti i poloměru a září asi 12 % viditelného svitu Slunce. Povrchová teplota ~4 400 K jí propůjčuje oranžový odstín. Druhá složka Gliese 40 B je menší a chladnější; na základě modelů a barvových indexů se odhaduje její hmotnost na přibližně 0,2–0,3 M☉ a teplota pod 3 000 K.

## Kinematika
Systém se ke Slunci přibližuje radiální rychlostí +15,5 km/s. Vysoký vlastní pohyb (μ ≈ 0,67″/rok) z něj činí výrazný objekt při porovnání archivních a současných snímků.

## Vědecký význam
Blízkost a jednoduché spektrum z Gliese 40 dělají vhodný cíl pro měření radiální rychlosti a hledání exoplanet, interferometrická pozorování dynamiky dvojhvězd i studium magnetické aktivity hvězd třídy K.

## Možné budoucí projekty
Gliese 40 se potenciálně může stát cílem plánovaných spektroskopických kampaní se středním rozlišením a budoucích družicových misí, jako jsou PLATO nebo Roman Space Telescope. Tyto mise by mohly odhalit případné planety a zpřesnit základní parametry obou složek.